# Meire Pavão
Meire Pavão, nome artístico de Antônia Maria Pavão (Taubaté, 2 de junho de 1948 – Santos, 31 de dezembro de 2008), foi uma cantora de música popular brasileira. Era irmã do também cantor Albert Pavão.
No ano de 1964 assinou contrato com a gravadora Chantecler e gravou seu primeiro disco O que eu faço do Latim? com a banda The Jet Black's.
Em 1965 ganhou o troféu de Rainha do Twist oferecido pela TV Excelsior. No mesmo ano seu disco Bem Bom foi enviado para a gravadora norte-americana Paradise. O disco foi tocado nas rádios americanas.
Era considerada sucessora de Celly Campello.
Morreu aos 60 anos de câncer.

## Discografia
- Monteiro Lobato/Cleópatra
- Romeu e Julieta/Garoto dos meus sonhos
- Meire Pavão[1]
- Família Buscapé/Robertinho meu bem[5]
- História da menina boazinha/Meu broto aprendeu karatê
- Menina boazinha